# Pandemia de COVID-19 na América
Esse artigo documenta os países da América afetados pelo novo coronavírus responsável pela pandemia de COVID-19 registrado pela primeira vez em Wuhan, China, e pode não incluir todas as respostas e medidas mais recentes tomadas. Todos países da América possui pelo menos 1 caso confirmado de COVID-19. Os territórios do Caribe Neerlandês (Bonaire e Saba) não reportaram casos até 6 de abril.

## Evolução da pandemia: os países mais atingidos
| Países das Américas mais afetados pela COVID-19 (Fonte: WHO-OMS) | Países das Américas mais afetados pela COVID-19 (Fonte: WHO-OMS) | Países das Américas mais afetados pela COVID-19 (Fonte: WHO-OMS) | Países das Américas mais afetados pela COVID-19 (Fonte: WHO-OMS) | Países das Américas mais afetados pela COVID-19 (Fonte: WHO-OMS) | Países das Américas mais afetados pela COVID-19 (Fonte: WHO-OMS) | Países das Américas mais afetados pela COVID-19 (Fonte: WHO-OMS) | Países das Américas mais afetados pela COVID-19 (Fonte: WHO-OMS) | Países das Américas mais afetados pela COVID-19 (Fonte: WHO-OMS) | Países das Américas mais afetados pela COVID-19 (Fonte: WHO-OMS) |
| ---------------------------------------------------------------- | ---------------------------------------------------------------- | ---------------------------------------------------------------- | ---------------------------------------------------------------- | ---------------------------------------------------------------- | ---------------------------------------------------------------- | ---------------------------------------------------------------- | ---------------------------------------------------------------- | ---------------------------------------------------------------- | ---------------------------------------------------------------- |
| Posição                                                          | Data: 31 de março de 2020 \| Fonte: WHO - Report 71              | Data: 31 de março de 2020 \| Fonte: WHO - Report 71              | Data: 31 de março de 2020 \| Fonte: WHO - Report 71              | Data: 31 de maio de 2020 \| Fonte: WHO - Report 132              | Data: 31 de maio de 2020 \| Fonte: WHO - Report 132              | Data: 31 de maio de 2020 \| Fonte: WHO - Report 132              | Data: 31 de julho de 2020 \| Fonte: WHO - Report 193             | Data: 31 de julho de 2020 \| Fonte: WHO - Report 193             | Data: 31 de julho de 2020 \| Fonte: WHO - Report 193             |
| Posição                                                          | País                                                             | Total de casos                                                   | Total de mortes                                                  | País                                                             | Total de casos                                                   | Total de mortes                                                  | País                                                             | Total de casos                                                   | Total de mortes                                                  |
| 1º                                                               | Estados Unidos                                                   | 140.640                                                          | 2.398                                                            | Estados Unidos                                                   | 1.716.078                                                        | 101.567                                                          | Estados Unidos                                                   | 4.388.566                                                        | 150.054                                                          |
| 2º                                                               | Canadá                                                           | 6.317                                                            | 66                                                               | Brasil                                                           | 465.166                                                          | 27.878                                                           | Brasil                                                           | 2.552.265                                                        | 90.134                                                           |
| 3º                                                               | Brasil                                                           | 4.256                                                            | 136                                                              | Peru                                                             | 148.285                                                          | 4.230                                                            | México                                                           | 408.449                                                          | 45.361                                                           |
| 4º                                                               | Chile                                                            | 2.449                                                            | 8                                                                | Chile                                                            | 94.858                                                           | 997                                                              | Peru                                                             | 400.683                                                          | 18.816                                                           |
| 5º                                                               | Equador                                                          | 1.962                                                            | 60                                                               | Canadá                                                           | 89.741                                                           | 6.996                                                            | Chile                                                            | 353.536                                                          | 9.377                                                            |
| 6º                                                               | México                                                           | 993                                                              | 20                                                               | México                                                           | 84.627                                                           | 9.415                                                            | Colômbia                                                         | 276.055                                                          | 9.454                                                            |
| 7º                                                               | Panamá                                                           | 989                                                              | 24                                                               | Equador                                                          | 38.571                                                           | 3.334                                                            | Argentina                                                        | 178.996                                                          | 3.311                                                            |
| 8º                                                               | Rep. Dominicana                                                  | 901                                                              | 42                                                               | Colômbia                                                         | 26.688                                                           | 853                                                              | Canadá                                                           | 115.470                                                          | 8.917                                                            |
| 9º                                                               | Peru                                                             | 852                                                              | 11                                                               | Rep. Dominicana                                                  | 16.908                                                           | 498                                                              | Equador                                                          | 84.370                                                           | 5.657                                                            |
| 10º                                                              | Argentina                                                        | 820                                                              | 20                                                               | Argentina                                                        | 14.702                                                           | 510                                                              | Bolívia                                                          | 73.534                                                           | 2.808                                                            |
| 11º                                                              | Colômbia                                                         | 702                                                              | 10                                                               | Panamá                                                           | 12.531                                                           | 326                                                              | Rep. Dominicana                                                  | 67.915                                                           | 1.146                                                            |
| 12º                                                              | Costa Rica                                                       | 314                                                              | 2                                                                | Bolívia                                                          | 8.731                                                            | 300                                                              | Panamá                                                           | 63.269                                                           | 1.374                                                            |

Nota: os dados da WHO-OMS (Organização Mundial da Saúde) se referem sempre ao fechamento dos casos do dia anterior.

### Destaques
- Em 2020, Estados Unidos da América (EUA) lidera o ranking de países em relação ao número de casos totais e de mortes;
- De 31 de março a 30 de abril de 2020 os casos de contaminações nos EUA subiram em quase 8 vezes, enquanto o número de mortes subiu mais de 21 vezes;
- Entre 15 e 30 de abril de 2020 o Brasil assumiu o 2º lugar no ranking de casos totais e no de mortes, desbancando o Canadá;
- No Brasil, entre 15 e 30 de abril de 2020 o número de mortes quase quadruplicou;
- No Equador, entre 15 e 30 de abril de 2020, o número de mortes quase triplicou;
- Entre 15 e 30 de abril de 2020 o Peru assumiu a posição do Chile em 4º lugar, indicando um crescimento considerável no número de casos e mortes, ultrapassando inclusive o Equador.

## Cronologia por país
|                                                                                | Em 24 de agosto de 2020                                                                               | Em 24 de agosto de 2020 | Em 24 de agosto de 2020 | Em 24 de agosto de 2020 |
| País                                                                           | Data da 1ª confirmação                                                                                | Confirmados             | Recuperados             | Mortes                  |
| ------------------------------------------------------------------------------ | --- | ----------------------- | ----------------------- | ----------------------- |
| Anguila                                                                        | 25 de março de 2020                                                                                   | 3                       | 3                       | 0                       |
| Antígua e Barbuda                                                              | 13 de março de 2020                                                                                   | 94                      | 89                      | 3                       |
| Argentina                                                                      | 3 de março de 2020                                                                                    | 350,867                 | 256,789                 | 7,366                   |
| Aruba                                                                          | 13 de março de 2020                                                                                   | 1,628                   | 461                     | 7                       |
| Bahamas                                                                        | 15 de março de 2020                                                                                   | 1,798                   | 634                     | 46                      |
| Barbados                                                                       | 17 de março de 2020                                                                                   | 161                     | 132                     | 7                       |
| Belize                                                                         | 22 de março de 2020                                                                                   | 713                     | 45                      | 10                      |
| Bermudas                                                                       | 18 de março de 2020                                                                                   | 168                     | 150                     | 9                       |
| Bolívia                                                                        | 10 de março de 2020                                                                                   | 109,149                 | 45,396                  | 4,509                   |
| Brasil                                                                         | 26 de fevereiro de 2020                                                                               | 3,627,217               | 2,778,709               | 115,451                 |
| Canadá                                                                         | 25 de março de 2020                                                                                   | 116,312                 | 101,227                 | 8,935                   |
| Chile                                                                          | 3 de março de 2020                                                                                    | 399,568                 | 372,464                 | 10,916                  |
| Colômbia                                                                       | 6 de março de 2020                                                                                    | 551,696                 | 384,171                 | 17,612                  |
| Costa Rica                                                                     | 6 de março de 2020                                                                                    | 34,463                  | 12,758                  | 362                     |
| Cuba                                                                           | 9 de março de 2020                                                                                    | 3,717                   | 3,079                   | 91                      |
| Curaçau                                                                        | 13 de março de 2020                                                                                   | 43                      | 34                      | 1                       |
| Dominica                                                                       | 22 de março de 2020                                                                                   | 20                      | 18                      | 0                       |
| El Salvador                                                                    | 18 de março de 2020                                                                                   | 24,811                  | 12,492                  | 669                     |
| Equador                                                                        | 29 de fevereiro de 2020                                                                               | 108,289                 | 94,878                  | 6,322                   |
| Estados Unidos Guam Marianas Setentrionais Ilhas Virgens Americanas Porto Rico | 21 de janeiro de 2020 15 de março de 2020 28 de março de 2020 18 de março de 2020 13 de março de 2020 | 5,914,784               | 3,216,262               | 181,097                 |
| Granada                                                                        | 22 de março de 2020                                                                                   | 24                      | 23                      | 0                       |
| Gronelândia                                                                    | 16 de março de 2020                                                                                   | 14                      | 14                      | 0                       |
| Guadalupe                                                                      | 1 de março de 2020                                                                                    | 771                     | 289                     | 15                      |
| Guatemala                                                                      | 13 de março de 2020                                                                                   | 68,533                  | 57,735                  | 2,611                   |
| Guiana                                                                         | 12 de março de 2020                                                                                   | 1,029                   | 510                     | 31                      |
| Guiana Francesa                                                                | 4 de março de 2020                                                                                    | 8,875                   | 8,363                   | 56                      |
| Haiti                                                                          | 9 de março de 2020                                                                                    | 8,110                   | 5,624                   | 196                     |
| Honduras                                                                       | 10 de março de 2020                                                                                   | 54,511                  | 8,532                   | 1,654                   |
| Ilhas Caimã                                                                    | 13 de março de 2020                                                                                   | 205                     | 202                     | 1                       |
| Ilhas Malvinas                                                                 | 3 de abril de 2020                                                                                    | 13                      | 13                      | 0                       |
| Ilhas Virgens Britânicas                                                       | 25 de março de 2020                                                                                   | 21                      | 8                       | 1                       |
| Ilhas Turks e Caicos                                                           | 23 de março de 2020                                                                                   | 383                     | 102                     | 2                       |
| Jamaica                                                                        | 10 de março de 2020                                                                                   | 1,529                   | 819                     | 16                      |
| Martinica                                                                      | 6 de março de 2020                                                                                    | 464                     | 98                      | 16                      |
| México                                                                         | 28 de fevereiro de 2020                                                                               | 560,164                 | 383,872                 | 60,480                  |
| Monserrate                                                                     | 18 de março de 2020                                                                                   | 13                      | 12                      | 1                       |
| Nicarágua                                                                      | 18 de março de 2020                                                                                   | 3,672                   | 2,492                   | 116                     |
| Países Baixos Caribenhos                                                       | 31 de março de 2020                                                                                   | 13                      | 7                       | 0                       |
| Panamá                                                                         | 10 de março de 2020                                                                                   | 87,485                  | 62,185                  | 1,906                   |
| Paraguai                                                                       | 7 de março de 2020                                                                                    | 13,233                  | 7,417                   | 205                     |
| Peru                                                                           | 6 de março de 2020                                                                                    | 600,438                 | 407,301                 | 27,813                  |
| República Dominicana                                                           | 1 de março de 2020                                                                                    | 91,608                  | 61,558                  | 1,573                   |
| São Bartolomeu                                                                 | 1 de março de 2020                                                                                    | 16                      | 9                       | 0                       |
| São Cristóvão e Neves                                                          | 24 de março de 2020                                                                                   | 17                      | 17                      | 0                       |
| São Martinho (França)                                                          | 1 de março de 2020                                                                                    | 176                     | 52                      | 5                       |
| São Martinho (Países Baixos)                                                   | 18 de março de 2020                                                                                   | 408                     | 147                     | 17                      |
| São Vicente e Granadinas                                                       | 12 de março de 2020                                                                                   | 58                      | 56                      | 0                       |
| Santa Lúcia                                                                    | 13 de março de 2020                                                                                   | 26                      | 25                      | 0                       |
| Suriname                                                                       | 13 de março de 2020                                                                                   | 3,632                   | 2,758                   | 60                      |
| Trinidad e Tobago                                                              | 12 de março de 2020                                                                                   | 1,099                   | 165                     | 15                      |
| Uruguai                                                                        | 13 de março de 2020                                                                                   | 1,533                   | 1,295                   | 42                      |
| Venezuela                                                                      | 13 de março de 2020                                                                                   | 39,564                  | 29,966                  | 329                     |

## Casos confirmados

### Antígua e Barbuda
Em 13 de março de 2020, o primeiro-ministro Gaston Browne anunciou o primeiro caso confirmado de coronavírus de Antígua e Barbuda.

### Argentina
Em 3 de março, o primeiro caso no país foi confirmado. Um segundo caso foi confirmado em 5 de março.

### Bahamas
Em 15 de março, o primeiro caso foi confirmado.

### Barbados
Em 17 de março de 2020, o ministro da saúde e bem-estar, tenente-coronel Jeffrey Bostic, confirma dois primeiros casos em Barbados. Eles permanecerão isolados até se recuperarem.

### Belize
Em 23 de março de 2020, o primeiro caso foi confirmado.

### Bolívia
Em 10 de março, foram confirmados os dois primeiros casos no país.
Em 12 de março, a Bolívia suspendeu todas as sessões de escolas públicas até 31 de março, bem como todos os voos comerciais de e para a Europa indefinidamente. Eles também proibiram reuniões públicas em larga escala de mais de 1.000 pessoas.

### Brasil
Em 26 de fevereiro de 2020 foi confirmado o primeiro caso no país e na América do Sul. Desde então, em 20 de março de 2025, confirmaram-se 37 553 337 casos, a maior parte deles no estado de São Paulo, causando 702 421 mortes. A transmissão comunitária foi confirmada para todo o território nacional, impactando diversas vertentes da sociedade brasileira.
Os gráficos abaixo apresentam o crescimento de casos e óbitos a partir da confirmação, pelo Ministério da Saúde, do primeiro caso no país (26/02/2020). Nos gráficos de casos e óbitos novos, as barras representam o número real de notificações por dia, enquanto a linha é uma média móvel de sete dias para ajudar a suavizar as anomalias entre um dia e outro e revelar a tendência geral. Os dados são do Ministério da Saúde (MS).
- Casos novos por dia de COVID-19 no Brasil.
- Óbitos novos por dia por COVID-19 no Brasil.
- Casos acumulados de COVID-19 no Brasil.
- Óbitos acumulados por COVID-19 no Brasil.

### Canadá
Em 4 de março de 2020, foram notificados 33 casos de coronavírus no Canadá, todos na Colúmbia Britânica (8 casos), em Ontário (24 casos) e em Quebec (1 caso). Todos os casos tinham histórico de viagens recente para um país com um número substancial de casos de coronavírus. Desses casos, oito (5 em CB, três em Ontário) se recuperaram.

### Chile
Em 3 de março, o primeiro caso no país foi confirmado.

### Colômbia
Em 6 de março, o Ministério da Saúde e Proteção Social confirmou o primeiro caso de coronavírus na Colômbia, uma paciente de 19 anos que viajou recentemente para Milão, na Itália.

### Costa Rica
Em 6 de março, o primeiro caso na Costa Rica foi confirmado, o que também foi o primeiro caso em América Central.

### Cuba
Em 11 de março de 2020, o governo confirmou os três primeiros casos, com três turistas italianos sendo afetados, sendo imediatamente admitidos no Instituto de Medicina Tropical Pedro Kourí.

### Dominica
Em 22 de março, o primeiro caso de COVID-19 foi confirmado na ilha de Dominica. Era uma mulher que voltou recentemente do Reino Unido.

### El Salvador
Em 18 de março, o primeiro caso em El Salvador foi confirmado.

### Estados Unidos
O primeiro caso dos Estados Unidos foi confirmado em 21 de janeiro de 2020, um homem de 35 anos que vive no condado de Snohomish, Washington, que viajou de Wuhan para o Aeroporto Internacional de Seattle-Tacoma em 15 de janeiro.
Em 25 de fevereiro, havia 66 casos confirmados nos EUA. Desde então, sete indivíduos se recuperaram.
As autoridades de saúde dos EUA, incluindo o CDC, estão pedindo aos governos, empresas e escolas locais que desenvolvam planos como o cancelamento de reuniões em massa ou a mudança para o teletrabalho, a fim de estarem prontos quando houver necessidade.
Em 27 de fevereiro, o CDC relatou um caso na Califórnia, que pode ser a primeira instância de transmissão comunitária nos EUA.
Em 29 de fevereiro, oficiais do Estado de Washington confirmaram a primeira morte relatada por coronavírus nos EUA.
Em 2 de março, o condado de King, Washington, declarou estado de emergência e informou que tinha 14 casos confirmados do vírus, além de cinco mortes. Autoridade de Saúde de Oregon também relatou o terceiro novo caso presuntivo de COVID-19 no estado, um homem do condado de Umatilla hospitalizado em Walla Walla, Washington.
Percentual de infectados por condado

#### Ilhas Virgens Americanas
Os testes nas ilhas começaram em 3 de março de 2020, com os três primeiros testes enviados aos Centro de Controle e Prevenção de Doenças. Em 13 de março, o primeiro caso no território foi confirmado.

#### Porto Rico
Em 13 de março, os três casos foram confirmados no Porto Rico.

### Equador
Em 29 de fevereiro, o Equador confirmou seu primeiro caso no país, o quinto na América Latina. A paciente é uma mulher de 71 anos que chegou da Espanha em 14 de fevereiro.
Em 1º de março, Andramuño anunciou que cinco novos casos de coronavírus foram confirmados no Equador.
Em 13 de março, houve 23 casos confirmados, mais a primeira morte ligada a COVID-19.

### Groenlândia
Em 16 de março, o primeiro caso no território foi confirmado.

### Granada
Em 22 de março, o primeiro caso no país foi confirmado.

### Guatemala
Em 13 de março, foi confirmado o primeiro caso na Guatemala.

### Guiana
Em 11 de março de 2020, o primeiro caso de coronavírus foi registrado em Guiana de uma mulher de 52 anos que sofria de condições de saúde subjacentes, incluindo diabetes e hipertensão. A mulher morreu no Hospital Público de Georgetown.

### Honduras
Em 10 de março, os dois primeiros casos em Honduras foram confirmados.

### Haiti
Em 19 de março, foram confirmados os dois primeiros casos no país.

### Jamaica
Em 10 de março, o primeiro caso na Jamaica foi confirmado.

### México
Em 28 de fevereiro, o México confirmou seus três primeiros casos. Em 1º de março, um quinto caso foi anunciado em Chiapas.

### Nicarágua
Em 18 de março de 2020, o primeiro caso na Nicarágua foi confirmado.

### Panamá
O governo panamenho aprimorou suas medidas de controle sanitário e de triagem em todos os portos de entrada, para impedir a propagação do vírus, isolando e testando casos em potencial.
Em 9 de março, o Ministério da Saúde (MINSA) anunciou o primeiro caso de coronavírus do Panamá, uma mulher panamenha na casa dos 40 anos que havia retornado da Espanha.
No dia seguinte, o MINSA anunciou mais sete casos de COVID-19 e uma morte relacionada ao coronavírus.

### Paraguai
Em 7 de março, foi anunciado o primeiro caso confirmado no Paraguai, um paraguaio de 32 anos que chegou do Equador.
Em 10 de março, o Paraguai suspendeu sessões de escolas públicas e eventos públicos em larga escala por 15 dias devido ao coronavírus.

### Peru
Em 6 de março, foi anunciado o primeiro caso confirmado em Peru.

### República Dominicana
Em 1 de março, o primeiro caso no país e no Caribe foi confirmado.

### São Cristóvão e Névis
Em 25 de março, foram confirmados os dois primeiros casos no país.

### São Vicente e Granadinas
Em 11 de março, São Vicente e Granadinas confirmou seu primeiro caso.

### Santa Lúcia
Em 13 de março de 2020, o primeiro caso em Santa Lúcia foi confirmado. A paciente é uma mulher de 63 anos com um histórico de viagens do Reino Unido.

### Suriname
Em 13 de março de 2020, vice-presidente Ashwin Adhin anunciou o primeiro caso confirmado no país.

### Territórios britânicos

#### Anguilla
Os dois primeiros casos do vírus foram confirmados em 26 de março.

#### Bermudas
Em 18 de março, foram confirmados os dois primeiros casos nas Bermudas.

#### Ilhas Cayman
Em 12 de março, o primeiro caso foi confirmado.

#### Ilhas Malvinas
Em 3 de abril de 2020, as Ilhas Malvinas confirmaram seu primeiro caso. Além disso, por precaução, o governo das ilhas fechou todas as escolas e creches até 4 de maio.

#### Ilhas Turcos e Caicos
Em 23 de março, o primeiro caso nas Ilhas Turcos e Caicos foi confirmado.

#### Ilhas Virgens Britânicas
Em 25 de março, foram confirmados os dois primeiros casos no país.

#### Montserrat
O primeiro caso do território foi confirmado em 17 de março. As escolas foram fechadas e as reuniões públicas proibidas como medida de precaução.

### Territórios franceses
Total de quatro casos: dois casos de coronavírus foram confirmados em 1 de março, na França administrada por São Martinho, viajando da França pelos holandeses São Martinho e São Bartolomeu, onde infectaram o filho residente. Eles então retornaram a São Martinho e foram detectados no aeroporto e transferidos para o hospital francês São Martinho para isolamento., Guadalupe relatou um caso. De acordo com o Ministério da Saúde francês relatórios de situação em 6 de março de 2020, foram identificados 2 casos confirmados em Martinica, 2 em São Martinho e 1 em São Bartolomeu.

#### Guiana Francesa
Em 4 de março, Guiana Francesa, um departamento ultramarino da França, tem cinco casos confirmados.

### Territórios holandeses

#### Aruba
Em 13 de março de 2020, o primeiro-ministro Evelyn Wever-Croes anunciou os dois primeiros casos confirmados de coronavírus na ilha.
Como resultado, o país restringiu a entrada de todos os indivíduos provenientes da Europa por via aérea e marítima - a partir de 15 de março e em vigor até 31 de março - com exceção dos cidadãos de Aruba. Eles também suspenderam aulas em escolas públicas e privadas durante a semana de 16 de março, bem como em todas as reuniões públicas em larga escala.

#### Curaçao
Em 13 de março de 2020, o primeiro-ministro Eugene Rhuggenaath anunciou o primeiro caso confirmado de coronavírus no país — um homem de 68 anos de idade que chegou da Holanda e estava de férias em Curaçao. Após o anúncio, o país anunciou que todos os voos vindos da Europa seriam interrompidos.

#### Países Baixos Caribenhos
Em 26 de março, não havia casos confirmados no território, com sete casos suspeitos voltando negativos. As escolas também foram temporariamente fechadas na ilha. Atualmente, a maioria dos visitantes internacionais também está proibida de entrar no território.
Os dois primeiros casos em Santo Eustáquio foram confirmados em 1 de abril. O primeiro caso em Saba foi confirmado em 12 de abril. O primeiro caso em Bonaire foi confirmado em 16 de abril.

#### São Martinho
Em 18 de março, houve um caso confirmado em São Martinho. As escolas foram fechadas por um período de duas semanas.

### Trinidade e Tobago
Em 12 de março, Trinidade e Tobago confirmou seu primeiro caso.

### Uruguai
Em 13 de março de 2020, o Ministério da Saúde Pública anunciou os quatro primeiros casos confirmados no país.

### Venezuela
Em 13 de março de 2020, o vice-presidente Delcy Rodríguez anunciou os dois primeiros casos confirmados no país.